# Idem-Kuva Corona
Idem-Kuva Corona est une corona, formation géologique en forme de couronne, située sur la planète Vénus.  

## Présentation
Idem-Kuva Corona est localisée par 25° N et 358° E et se situe dans le quadrangle de Sif Mons (V-31). 
Elle a été nommée ainsi en 1994, en référence à Idem-Kuva, esprit de la moisson dans la mythologie finnoise, et couvre une surface circulaire d'environ 230 km de diamètre. 